# Tetrastigma ceratopetalum
Tetrastigma ceratopetalum är en vinväxtart som beskrevs av Cheng Yih Wu. Tetrastigma ceratopetalum ingår i släktet Tetrastigma och familjen vinväxter. Inga underarter finns listade i Catalogue of Life.